# 卡爾瓦里亞
卡爾瓦里亞是立陶宛的城市，位於該國西南部，毗鄰與波蘭接壤的邊境，由馬里揚泊列縣負責管轄，海拔高度136米，2010年人口4,908。第二次世界大戰期間，納粹德國在1941年6月22日佔領該市。

## 外部連結
- “Kalvarija” - Encyclopedia of Jewish Communities in Lithuania（页面存档备份，存于）